# Monastero del Ceppo
Il monastero di San Miniato del Ceppo è un edificio religioso scomparso di Firenze, già situato tra via San Gallo e via delle Mantellate. Oggi è occupato da una struttura alberghiera che si ricollega alla storia dell'edificio, sorto come palazzo della famiglia Ricasoli.

## Storia
Nel 1538 Giovambattista Ricasoli, vescovo di Cortona e di Pistoia, venne in possesso per via ereditaria di un piccolo monastero abbandonato, risalente al 1374 e composto da alcune case e da una chiesetta dedicata a san Dionisio, in una zona della città fatta per lo più di orti e piccole case incastonate tra ospedali e istituzioni conventuali.
Il suo desiderio di farne un palazzo si concretizzò con l'avvio dei lavori che però vennero presto sospesi poiché ottenne per via ereditaria della sua famiglia (il ramo di Meleto), il palazzo Ricasoli presso il ponte alla Carraia, un'architettura ben più vasta e completa, per la quale profuse un ciclo di decorazioni. Tuttavia al vescovo restò il rammarico del progetto abbandonato in via San Gallo, come risulta da alcuni suoi scritti in cui descrive come avrebbe dovuto essere il palazzo.

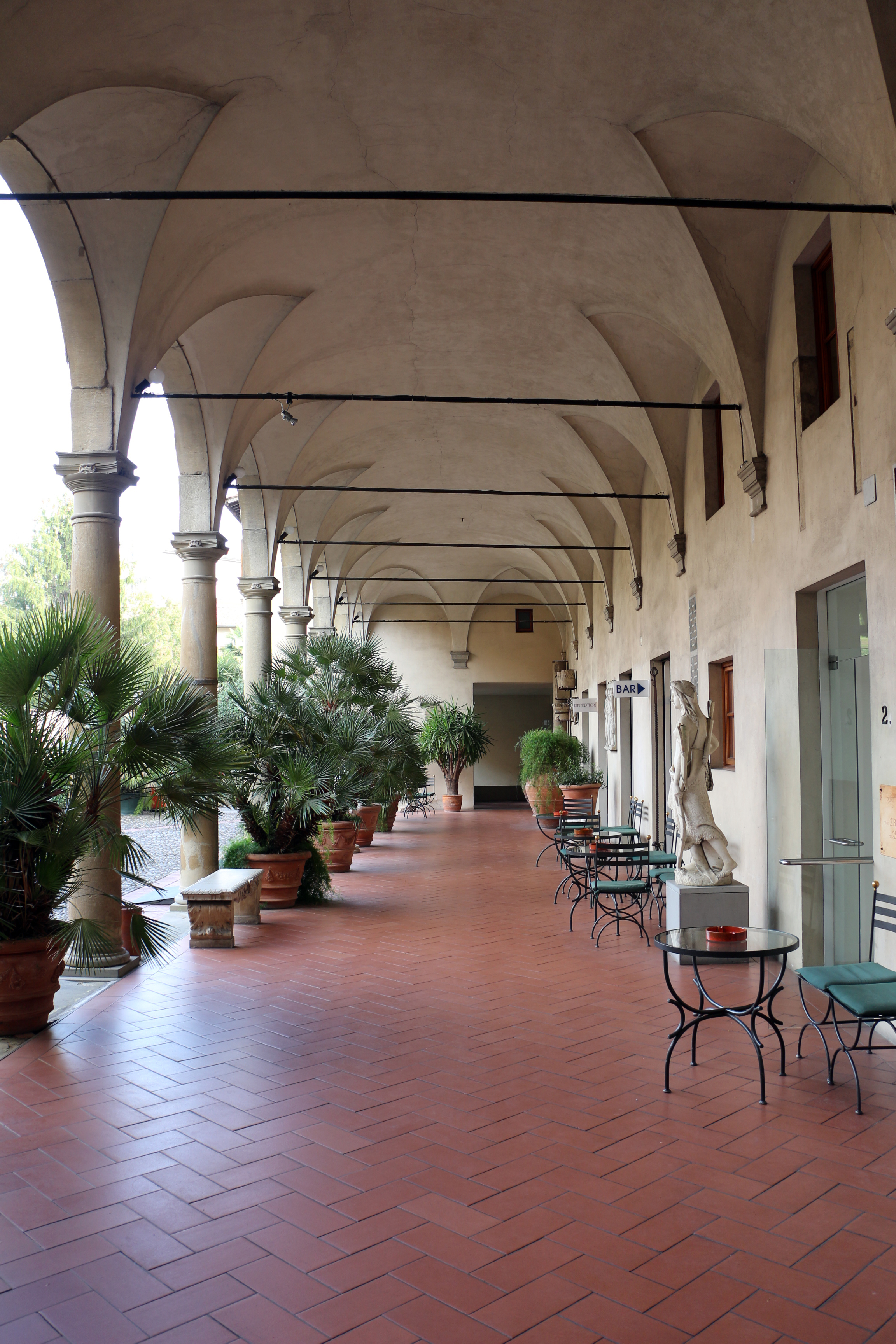
Il loggiato dell'ex-chiostro

Nel 1555 cedette dunque la proprietà al monastero della Certosa, il quale si trovò pochi anni dopo a dover trovare un modo di aiutare le monache olivetane del Ceppo, col loro monastero-ospedale presso l'attuale via Tripoli alluvionato nel 1557. Fu allora predisposto uno scambio: i monaci si presero i locali lungo l'Arno e diedero alle monache il palazzo non finito in via San Gallo, dove si insediarono il 20 ottobre 1558. Scrive la badessa nelle sue ricordanze: "Ricordo come questo dì 20 ottobre 1558 ritrovandoci noi badessa e monache senza convento e luogo dove ci accomodare per monasterio, piacque a Sua Eccellenza Illustrissima e per quella a' Magnifici Signori della sua Pratica Secreta, che si convenisse col reverendo priore e monaci di san Lorenzo da Monte Acuto dell'Ordine di Certosa in questo modo, cioè che con detti priore e monaci si permutasse il nostro sito vecchio del Ceppo dove prima abitavamo con tutte sue appartenenze et in specie con lo spedale e una casa appiccata con detto spedale del Ceppo, si permutasse dico con un sito di detti monaci in via di San Gallo, con casa, orto e vigna contigua al monastero di Chiarito e per sopravanzo della valuta di detto sito si pagassino a detti monaci a buon conto scudi 800, denari 37, soldi 3."
Le monache avviarono presto un programma di sistemazione secondo le loro esigenze. Dopo le modifiche strutturali si poté mettere mano anche alle decorazioni, che coinvolsero l'anziano pittore Bernardino Poccetti, al quale spetterebbe un'Ultima Cena e due lunette nel refettorio con Storie di Maria e di Cristo, in realtà molto rimaneggiate e riferibili per lo più a un suo seguace. Nella chiesa del convento lavorò anche Pier Dandini, oltre al Poccetti stesso, e vi furono collocati un crocifisso e una "Madonna di rilievo" salvati dalla piena del 1557.
Nel secolo seguente l'edificio fu sopraelevato di un piano e ingrandito a spese di alcune abitazioni confinanti.
Nel 1734, su iniziativa di Gian Gastone de' Medici, il Ceppo fu soppresso da Clemente XII e i suoi beni incamerati nel nascente "Conservatorio dei poveri invalidi" (1736), nato con l'intenzione di togliere dalla strada gli accattoni di ambo i sessi, incapaci di procurarsi il sostentamento, per iniziarli a una professione. La sede divenne l'attiguo ospedale Bonifacio, che nel 1784 fu interessato da un generale rifacimento della struttura, nobilitata da un portico e isolata sui lati con la creazione delle vie poi dette del Duca d'Aosta e delle Mantellate. Proprio la realizzazione di via delle Mantellate, verso il 1792, distrusse gran parte del monastero, salvandosi solo un lato del portico del chiostro e alcune stanze attigue (tra cui il citato refettorio), ridotte ad abitazioni civili.
A partire dagli anni sessanta del Novecento l'edificio fu interessato da un restauro con l'obiettivo di farne una struttura ricettiva, creando nel giardino un'autorimessa in cemento armato, edificio poi abbattuto e sostituito da un edificio di minor impatto. Chiusa l'attività ricettiva in concomitanza con la pandemia di Covid-19, l'edificio è attualmente interessato da una profonda ristrutturazione (2023).

## Confraternite
Vi ebbe sede la Compagnia di San Pietro Apostolo degli Stradieri, dei Gabellieri e dei Ministri delle Porte.